# Diopsis globosa
Diopsis globosa är en tvåvingeart som beskrevs av Charles Howard Curran 1931. Diopsis globosa ingår i släktet Diopsis och familjen Diopsidae. Inga underarter finns listade i Catalogue of Life.